# Distintivo de Atirador da Luftwaffe
O Distintivo de Atirador da Luftwaffe (em alemão:  Fliegerschützenabzeichen für Bordschützen und Bordmechaniker) foi uma condecoração militar da Alemanha Nazi, atribuída aos atiradores, mecânicos (engenheiros de voo) e meteorologistas que fossem membros da Luftwaffe. Estes eram condecorados depois de dois meses de treino ou depois de terem feito cinco voos operacionais. Se um destes ficasse ferido durante um voo operacional, o distintivo poderia ser atribuído logo de seguida.